# Bølger af tid
Bølger af tid er en dansk kortfilm fra 2012 med instruktion og manuskript af Simon Valentin Jung Christensen.

## Handling
Daniel er på grund af en blodprop, i den øvre del af hans hjernestamme, lammet i hele kroppen og ude af stand til at kommunikere. Alt liv er tilsyneladende dødt for ham, men inde i Daniel lever stadig en stærk følelse af trang til at se sine børn vokse op. At overleve bliver dog sværere for Daniel end ventet. For selv om respiratoren trofast pumper liv i ham, skal hans søster og moderen til hans to børn, beslutte på hans vegne, om han gerne vil forlænge sit liv. Samtidig kan Daniel kun ligge og håbe på, at de to mennesker træffer de rigtige beslutninger på hans vegne.